# São Domingos do Norte
São Domingos do Norte är en kommun i Brasilien.   Den ligger i delstaten Espírito Santo, i den sydöstra delen av landet, 900 km öster om huvudstaden Brasília. Antalet invånare är 8 016.
Omgivningarna runt São Domingos do Norte är huvudsakligen savann. Runt São Domingos do Norte är det ganska glesbefolkat, med 24 invånare per kvadratkilometer.